# La fine del tempo
La fine del tempo (The End of Time)  è una storia in due parti della serie televisiva di fantascienza britannica Doctor Who, originariamente trasmessa nel Regno Unito su BBC One il 25 dicembre 2009 (parte 1) e il 1 ° gennaio 2010 (parte 2). È il quinto speciale di Natale di Doctor Who e l'ultima parte di una serie di speciali trasmessi dal 2008 al 2010. Segna l'ultima apparizione regolare di David Tennant come Decimo Dottore e introduce Matt Smith come Undicesimo Dottore. È anche l'ultima storia di Doctor Who scritta e prodotta da Russell T Davies, che ha guidato il ritorno della serie alla televisione britannica nel 2005 ed è stato produttore esecutivo e capo sceneggiatore della serie fino al 2010, fino al suo ritorno nel 2023. Davies è stato sostituito come produttore esecutivo e showrunner da Steven Moffat .
Bernard Cribbins, che è apparso nella storia " Il viaggio dei dannati " e nella serie 4 nei panni di Wilfred Mott, nonno di Donna Noble, agisce come il compagno del Dottore in questa storia in due parti. Lo speciale prevede anche il ritorno di molti altri attori nello spettacolo, tra cui Catherine Tate, John Simm, Jacqueline King, Alexandra Moen, Billie Piper, Camille Coduri, Freema Agyeman, Noel Clarke, John Barrowman, Elisabeth Sladen, Tommy Knight, Jessica Hynes e Russell Tovey.
La storia presenta il Decimo Dottore, che sta scappando da una profezia sulla sua imminente morte, mentre viene attirato in uno schema dalla sua vecchia nemesi, il Maestro. Il Maestro porta la razza umana sotto il suo controllo come parte di un piano elaborato per ripristinare il mondo del suo popolo e di quello del Dottore, i Signori del Tempo, dalla loro scomparsa nella Guerra del Tempo a cui si fa riferimento nella serie. Il Dottore è in grado di evitarlo, ma a costo della sua vita come ultimo sacrificio. Nella conclusione dell'episodio, come è successo prima, il Dottore si rigenera, dando vita alla serie successiva dello show con Matt Smith come Undicesimo Dottore e Steven Moffat come produttore esecutivo.

## Trama

### Prima parte
Un narratore afferma che negli ultimi giorni dell'umanità tutti facevano brutti sogni sul Maestro, ma solo Wilfred Mott li ricorda e di conseguenza sta cercando il Dottore. Un culto resuscita il Maestro in una prigione, ma la sua ex moglie, Lucy Saxon, imprigionata per aver ucciso il Maestro (L'ultimo signore del tempo), sabota la cerimonia. L'esplosione che ne risulta distrugge la prigione, uccidendo tutti all'interno, mentre il Maestro rinasce con grande forza ma costante, famelica fame.
Sul pianeta natale degli Ood, il Dottore viene avvertito della resurrezione del Maestro e dell'imminente "fine del tempo". Tornando sulla Terra, il Dottore incontra Wilfred e i due discutono su alcune stranezze, come il fatto che il Signore del Tempo continui a incontrare l'anziano uomo così facilmente, come se l'universo li collegasse, e spiega la profezia la quale predice che sentirà "quattro colpi" prima della sua morte. Il Dottore trova il Maestro in una discarica fuori Londra. Il Dottore apprende che il suono dei tamburi che il Maestro sente, precedentemente ritenuto dal Dottore come un sintomo della sua follia, è reale ed è stato impiantato esternamente. Prima che il Dottore possa saperne di più, il Maestro viene catturato dalle truppe armate e posto sotto la custodia del miliardario Joshua Naismith. Naismith ha recuperato un congegno un tempo appartenuto al Torchwood e da lui chiamato il "Cancello dell'Immortalità" e vuole che il Maestro aggiusti la sua programmazione.
Intanto Donna fa un regalo di Natale al nonno, la biografia di Joshua Naismith, Wilfred comprende che la cosa è strana dato che nemmeno Donna sa perché gli ha fatto questo regalo, pertanto fa vedere il libro al Dottore che intuisce che gli Ood stanno dando al Dottore un messaggio attraverso Donna. Wilfred si prepara ad andare con il Dottore, ma una donna misteriosa lo avverte di armarsi per proteggere il Dottore prima di partire.
Il Dottore e Wilfred entrano nella villa del miliardario e scoprono che due scienziati di Naismith in realtà sono alieni, degli Vinvocci, loro spiegano che il congegno appartiene a loro e che si tratta di un'apparecchiatura medica, così elevata da guarire un intero pianeta. Il Dottore arriva troppo tardi per impedire al Maestro di attivare il Cancello, che ha riprogrammato per sostituire tutto il DNA dell'umanità con il proprio, rendendo la popolazione mondiale suoi sosia; gli unici esseri umani inalterati sono Wilfred, protetto nelle sale di controllo del Cancello, e l'ex compagna del Dottore e nipote di Wilfred, Donna Noble, a causa dei tratti biologici di Signore del Tempo che ha. Donna inizia a ricordare i suoi viaggi con il Dottore, che lui le aveva fatto dimenticare per salvarle la vita (La fine del viaggio). Il Maestro e i suoi sosia provocano il Dottore, che può solo guardare con orrore.
Altrove, il Lord Presidente di Gallifrey (rivelato essere il narratore dell'episodio) osserva la situazione e dichiara agli altri suoi simili che i Signori del Tempo torneranno.

### Seconda parte
Il Dottore e Wilfred fuggono dai Maestri e scappano sulla navicella dei Vinvocci. Donna viene salvata da un dispositivo di sicurezza impiantato dal Dottore, che stordisce lei e diversi doppelganger tramite un rilascio di energia, facendole dimenticare di nuovo il Dottore.
Nel frattempo, il Lord Presidente, seguendo una profezia sul futuro dei Signori del Tempo dopo la Guerra del Tempo, impianta il suono dei tamburi nella testa del Maestro da bambino; nel presente, i miliardi di Maestri amplificano quel segnale. Il Lord Presidente ordina che un diamante Gallifreyano venga lanciato sulla Terra affinché il Maestro possa usarlo per creare un forte legame che consenta ai Signori del Tempo di portare Gallifrey fuori dal "blocco temporale" in cui erano bloccati e di muoversi in orbita vicina alla Terra. Il Dottore salta dalla nave dei Vinvocci alla villa di Naismith, armato solo della pistola di Wilfred, mentre il Lord Presidente appare con un piccolo gruppo di Signori del Tempo e riporta la razza umana alla sua forma originale.
Il Dottore dice che Gallifrey non può tornare a causa degli orrori della Guerra del Tempo, del suo effetto corrotto sui Signori del Tempo e del piano del Lord Presidente di porre fine al tempo stesso e ascendere a uno stato di pura coscienza. Nonostante tutto il Maestro non si lascia impressionare, ma il Lord Presidente gli spiega che lui non si evolverà con loro perché la sua mente è malata. ll Dottore si ritrova combattuto tra sparare al Maestro o al Lord Presidente per recidere il legame e riportare Gallifrey al "blocco temporale". Nell'insieme del Lord Presidente, il Dottore vede la stessa donna vestita di bianco che Wilfred aveva visto. Il Dottore quindi spara invece con la pistola contro il diamante, distruggendo il collegamento. Mentre Gallifrey viene tirato indietro il Lord Presidente, Rassilon, tenta di uccidere il Dottore, ma il Maestro interviene, salvando il Dottore e vedendo il suo agire come vendetta per ciò che i Signori del Tempo gli avevano fatto. Subito dopo, il Maestro, i Signori del Tempo e Gallifrey sono scomparsi.
Il Dottore si considera vittorioso finché non sente i quattro colpi. Vede Wilfred, che bussa altre quattro volte e poi lo saluta, e scopre che Wilfred era venuto ad aiutarlo, ma ora è intrappolato in una delle stanze di controllo isolate del Cancello che sta per essere inondata da una dose letale (500.000 rad. ) di radiazioni: se il Dottore distruggesse la camera, l'energia nucleare immagazzinata lì che il Maestro voleva usare per liberare Gallifrey, distruggerebbe qualunque cosa, quindi deve essere rilasciata al suo interno, ma Wilfred morirà, e per salvarlo è necessario che qualcun altro prenda il suo posto all'interno della camera; arrabbiato ma allo stesso tempo rassegnato, il Dottore prende il suo posto e si espone a delle radiazioni che lo portano lentamente a rigenerarsi, infatti era questo il motivo per cui lui e Wilfred continuavano a incontrarsi, perché l'anziano uomo era colui che avrebbe segnato la morte del Decimo Dottore.
Wilfred abbraccia il Dottore, dopo il Signore del Tempo entra nel TARDIS e decide di far visita ai suoi vecchi amici. Incontra Martha Jones e Mickey Smith (ormai sposati) e li salva dalla minaccia di un soldato Sontaran. Salva il figlio di Sarah Jane Smith da un incidente e saluta entrambi da lontano prima di andarsene. In un bar alieno incontra Jack Harkness e gli fa conoscere Alonso (il pilota dell'astronave "Titanic"). Visita la discendente dell'infermiera Joan (vista nella terza stagione nel doppio episodio Natura umana) mentre questa si trova in libreria per promuovere un romanzo scritto decenni prima dall'infermiera sull'invasione della Famiglia del Sangue. Inoltre, viaggiando avanti nel tempo di qualche mese, va a trovare Wilfred per l'ultima volta al matrimonio di Donna regalandole un biglietto della lotteria (probabilmente vincente, come quello che Rose diede a Donna nell'universo parallelo nell'episodio della quarta stagione Gira a Sinistra). Come ultima tappa va a fare visita alla sua amata Rose, prima che lei lo conoscesse, nel Capodanno del 2005. Il Dottore ormai debole vede di nuovo Ood Sigma che gli dice che "la canzone sta finendo, ma la storia non finisce mai". Moribondo, il Signore del Tempo si allontana col suo TARDIS e dopo aver dichiarato tristemente di "non voler andarsene", si rigenera in un'esplosione di energia che devasta l'interno della nave. A fine processo, dopo un breve controllo fisico per accertarsi che la trasformazione sia andata bene, il nuovo Dottore si ricorda che il TARDIS in fiamme si sta per schiantare sulla Terra. Invece di preoccuparsi, si aggrappa eccitato alla console mentre urla "Geronimoooooooo".

## Continuità
- All'inizio della "Prima parte" il Dottore spiega il suo ritardo a Ood Sigma. Tra le sue varie avventure, menziona di aver sposato Elisabetta I d'Inghilterra (sebbene non faccia il suo nome) e si riferisce indirettamente al suo soprannome, "La Regina vergine". Alla fine di Il codice shakespeariano la regina Elisabetta appare infuriata nel vedere il Dottore, definendolo il suo nemico giurato; non ricorda di averla incontrata e presume che la incontrerà nel suo futuro,[3][4][5] che alla fine accade in Il giorno del Dottore.
- Uno dei due Signori del Tempo che accompagnano Rassilon, descritta come "La Donna" nei titoli di coda, fa visita a Wilfred in diverse occasioni, apparendo e scomparendo in modi inspiegabili. Quando abbassa le braccia per fissare il Decimo Dottore, lui sembra riconoscerla, ma quando in seguito gli viene chiesto da Wilfred sulla sua identità, il Dottore elude la domanda. I giornali britannici The DailyTelegraph  hanno identificato il personaggio come la madre del Dottore già nell'aprile 2009.[6] Lo scrittore degli episodi Russell T Davies ha scritto in una e-mail al giornalista Benjamin Cook : "Mi piace lasciarlo aperto, perché poi puoi immaginare quello che vuoi. Penso che i fan diranno che è Romana. O anche La Rani . Qualcuno potrebbe dire che è la madre di Susan, suppongo. Ma ovviamente dovrebbe essere la madre del Dottore."[7]
- Il Dottore a un certo punto si rivolge al Lord Presidente chiamandolo "Rassilon", il nome del fondatore della società dei Signori del Tempo apparso nell'episodio della serie classica The Five Doctors, sebbene il personaggio sia identificato solo nei titoli di coda come "Il Narratore" nella prima parte e "Lord Presidente" nella seconda parte. Nell'episodio di accompagnamento di Doctor Who Confidential, Davies ha dichiarato che il personaggio era davvero Rassilon.[8]
- Dopo la rigenerazione, l'Undicesimo Dottore è deluso dal fatto che "non abbia i capelli rossi", riferendosi al precedente disappunto del Decimo Dottore mostrato in L'invasione di Natale. Questa linea è stata fonte di lamentela per alcuni telespettatori, portando la BBC a rilasciare una dichiarazione che chiariva il suo intento.[9]
- Nella quarta stagione della serie Le avventure di Sarah Jane il Dottore avrebbe rivelato che aveva visitato tutti i suoi ex compagni prima della rigenerazione, e non solo quelli che lo avevano accompagnato nella sua decima incarnazione.
- Il tempo del Dottore implica che il Decimo Dottore voleva fare un tour di addio ai suoi amici prima di "morire" perché sapeva che la sua prossima rigenerazione sarebbe stata l'ultima del suo ciclo di vita.
- Quando Rassilon parla con i suoi consiglieri, gli viene riferito che si è scoperto che il Dottore ha rubato un'arma chiamata il "Momento" (conosciuta anche come il "Divoratore della Galassia"). Questo fatto è l'avvenimento centrale dello speciale del 50º anniversario Il giorno del Dottore; si deduce che le avventure del Decimo Dottore in entrambe le vicende (La fine del tempo e Il giorno del Dottore) accadono in contemporanea.

## Produzione
Davies ha descritto la storia come "enorme ed epica, ma anche intima". Davies aveva pianificato la storia per un po' 'di tempo, indicando che continuava la tendenza dei finali della serie a diventare progressivamente più drammatici:
- Russell T Davies, The Daily Telegraph»
Gli speciali di Natale costituiscono l'ultima sceneggiatura di Davies per Doctor Who e l'ultimo lavoro di Julie Gardner nella produzione della serie. È anche l'ultima storia in cui Tennant appare fino a Il giorno del Dottore, lo speciale per il 50 ° anniversario. Nel numero 407 di Doctor Who Magazine, Davies ha scritto della notte in cui ha finito la sceneggiatura:
- Russell T Davies, Doctor Who Magazine numero 407, Note di produzione.»
Alla domanda sull'impatto emotivo della scrittura della sua ultima sceneggiatura di Doctor Who, ha detto: "Avrei pensato che quando ho consegnato l'ultima sceneggiatura sarei scoppiato in lacrime, ubriaco o festeggiato con 20 uomini nudi, ma quando questi fantastici momenti accadono scopri che la vita reale continua. L'emozione entra nelle sceneggiature. " Tennant e Julie Gardner hanno detto separatamente di aver pianto quando hanno letto la sceneggiatura.
Gli ultimi tre speciali del 2009 sono prefigurati nell'episodio Il pianeta dei morti, quando il personaggio psichico di basso livello Carmen dà al Dottore la profezia: "Faccia molta attenzione, perché la sua canzone sta finendo, signore. Sta per tornare, per tornare dalle tenebre. E in quel momento... in quel momento... ascolterà quattro rintocchi."> Questo evoca i ricordi della profezia di Ood al Dottore e Donna in La canzone degli Ood. Tennant ha spiegato che la profezia significava che la "carta [era diventata] contrassegnata" del Dottore e i tre speciali sarebbero quindi più scuri, caratterizzando "Il pianeta dei morti" come "l'ultima volta che il Dottore si diverte" - e che l'oggetto della profezia non era la risposta ovvia:
-David Tennant e Julie Gardner, Doctor Who: The Commentaries, "Pianeta dei morti"»
Scrivendo nella sua rubrica nel numero 416 di Doctor Who Magazine, Davies ha rivelato che il titolo originale della "Prima parte" di "La fine del tempo" era "Gli ultimi giorni del pianeta Terra", mentre la "Seconda parte" veniva chiamata "La fine del tempo". A causa della vastità della storia, tuttavia, è stato deciso che entrambe le puntate avessero bisogno dello stesso titolo, differenziato per numero di parte.
La sceneggiatura di Davies per il secondo episodio è terminata con la battuta finale del Decimo Dottore, "Non voglio andarmene", seguita dal testo d'azione che descrive la rigenerazione e termina con le parole, "Ed eccolo. Lampeggiante. Stordito. L'Uomo Nuovo. " Ha quindi inviato la sceneggiatura al suo successore Steven Moffat, che è responsabile di tutti i dialoghi dell'Undicesimo Dottore che seguono. Moffat, in qualità di produttore esecutivo entrante, ha anche assistito alla produzione della scena finale.

## Accoglienza
Le valutazioni notturne hanno posto la prima parte come il terzo programma più visto del giorno di Natale, dietro EastEnders e The Royle Family con una cifra provvisoria di 10 milioni di spettatori. L'episodio ha raggiunto una quota del 42,2% del pubblico totale, e un indice di apprezzamento di 87, considerato "Eccellente".
Le valutazioni finali consolidate hanno posizionato la prima parte come il terzo programma più visto del giorno di Natale, dietro a The Royle Family e EastEnders con una cifra finale di 11,57 milioni di spettatori. Questo è il cambio di tempo più alto che lo spettacolo abbia ricevuto dal suo revival (il massimo precedente era di 11,4 milioni per The Next Doctor nel Natale 2008). Quando i dati HD in simulcast vengono aggiunti alla trasmissione della BBC One, Doctor Who viene effettivamente fuori come lo spettacolo più visto il giorno di Natale con un totale di 12,04 milioni di spettatori, leggermente davanti a The Royle Family e EastEnders .
Le valutazioni notturne hanno posto la Parte Due come il secondo programma più visto del giorno di Capodanno, dietro EastEnders, con una cifra provvisoria di 10,4 milioni di spettatori (inclusi 389.000 spettatori su BBC HD). L'episodio ha raggiunto una quota del 35,5% del pubblico totale in una serata in cui si stima che 30 milioni di spettatori stessero guardando la TV nel Regno Unito. Le valutazioni ufficiali di BARB hanno posto la Parte Due come il secondo programma più visto della settimana dietro EastEnders a 11,79 milioni di telespettatori; tuttavia, quando vengono aggiunti i dati in simulcast su BBC HD, altri 480.000 spettatori portano la cifra totale a 12,27 milioni. Quando questa cifra viene riconosciuta, il programma diventa il più visto della settimana, solo la terza volta che lo spettacolo ha raggiunto questo obiettivo. Inoltre, "La fine del tempo" ha ricevuto oltre 1,3 milioni di richieste sull'iPlayer online della BBC .